# Iceripper
Der Iceripper Snowboard- und Skateboard-Club (dt. «Eisschlitzer») ist ein Schweizer Snowboard-Verein aus Zürich. Mit über 150 Mitgliedern ist der Iceripper Snowboard Club der grösste Snowboard Club der Schweiz. Er wurde 1987 gegründet und ist der älteste Snowboard-Club der Schweiz.
Der Iceripper Snowboard Club ist Mitbegründer der Swiss Snowboard Association (SSBA).

## Geschichte
Die Anfänge von Iceripper gehen auf das Jahr 1983 zurück. Denis Giger brachte die damals ersten Snowboardaufkleber mit dem Markenzeichen der Icerippers, dem Eisbären mit dem Snowboard unter dem Arm, in Umlauf. Im darauffolgenden Jahr baute er mit Martin Jöhr eine Kleinserie der Iceripper Black Aggressor Snowboards und Iceripper Brachial Bindungen. Im November 1985 gründeten Denis Giger und Markus Flachsmann die Iceriper Snowboard School, die erste Snowboardschule der Schweiz, die im nächstfolgenden Winter in Zuoz ein regelmässiges Kursprogramm anbot. Ab 1988 gab es auch Snowboard-Camps im In- und Ausland, die zum Teil von der damaligen Weltcup-Siegerin Evelyne Vuilleumier organisiert wurden. Rund zehn Iceripper-Snowboarder verbrachten damals den Winter im Engadin um sich auf die ersten bevorstehenden Weltmeisterschaften in Livigno vorzubereiten.
Am 21. September 1987 wurde der Iceripper Snowboard Club gegründet mit der Absicht, den Snowboardsport zu fördern. Die Icerippers sind Gründungsmitglieder des ehemaligen Schweizer Snowboardverbands (SSBA) und waren aktiv im Verband vertreten. Denis Giger und Evelyne Vuilleumier publizierten ab 1989 das erste Schweizer Snowboardmagazin, das Iceripper-Magazin «The Spirit of Snowboarding». Im Juli 1989 beteiligte sich der Club an der Organisation des ersten Snowboard-Sommer-Contestas, ein zweitägiger Halfpipe-Wettkampf in Laax.
1990 wurde das aus 20 Sportlern bestehendes Iceripper Team zusammengestellt, das nationale und internationale Wettkämpfe bestritt. 1992 wurde in Laax die Iceripper Style Trophy und in Pontresina ein Contest im Gedenken an den Mitgründer George P. Freytag zum ersten Mal durchgeführt.
Ab 1991 wurden unter dem Label Iceripper Wear im kleinen Rahmen auch T-Shirts und Sweatshirts angeboten.

## Bekannte Mitglieder
- David Hablützel – Dritter Platz Burton USopen 2014
- José Fernandes – Snowboardpionier
- Mark Farner – Snowboardpionier und Radical-Snowboards Produzent
- Iouri Podladtchikov – Olympiasieger Halfpipe Sotschi 2014
- Fabien Rohrer – Halfpipe-Weltranglistenerster 1997
- Ariane Glaus – Halfpipe-Weltcupfahrerin, Schweizermeisterin Halfpipe
- Patrick Hasler – Halfpipe-Weltcupfahrer
- Sabine Wehr – Halfpipe-Weltcupfahrerin
- Tim Watter – Snowboardcross-Weltcupfahrer

## Iceripper Flohmarkt
Der vom Iceripper Snowboardclub seit 1990 organisierte Iceripper Snowboardflohmarkt ist eine grosse Börse für den Kauf und Verkauf von gebrauchten Snowboards, Bekleidung und anderen Artikeln rund ums Snowboarden. Er findet jeweils Ende Oktober oder Anfang November in den Eulachhallen in Winterthur statt.